# باركر توماس مون
باركر توماس مون (بالإنجليزية: Parker Thomas Moon)‏ هو عالم سياسة أمريكي، ولد في 1892، وتوفي في 1936.